# Borah Peak
Borah Peak – góra w Stanach Zjednoczonych, w paśmie Lost River (część Gór Skalistych), w stanie Idaho, najwyższe wzniesienie tego stanu (3859 m n.p.m.). Leży na terenie hrabstwa Custer, w obrębie lasu narodowego Challis.
Szczyt nazwany został na cześć Williama Boraha, senatora Stanów Zjednoczonych w latach 1907–1940.